# Marwar

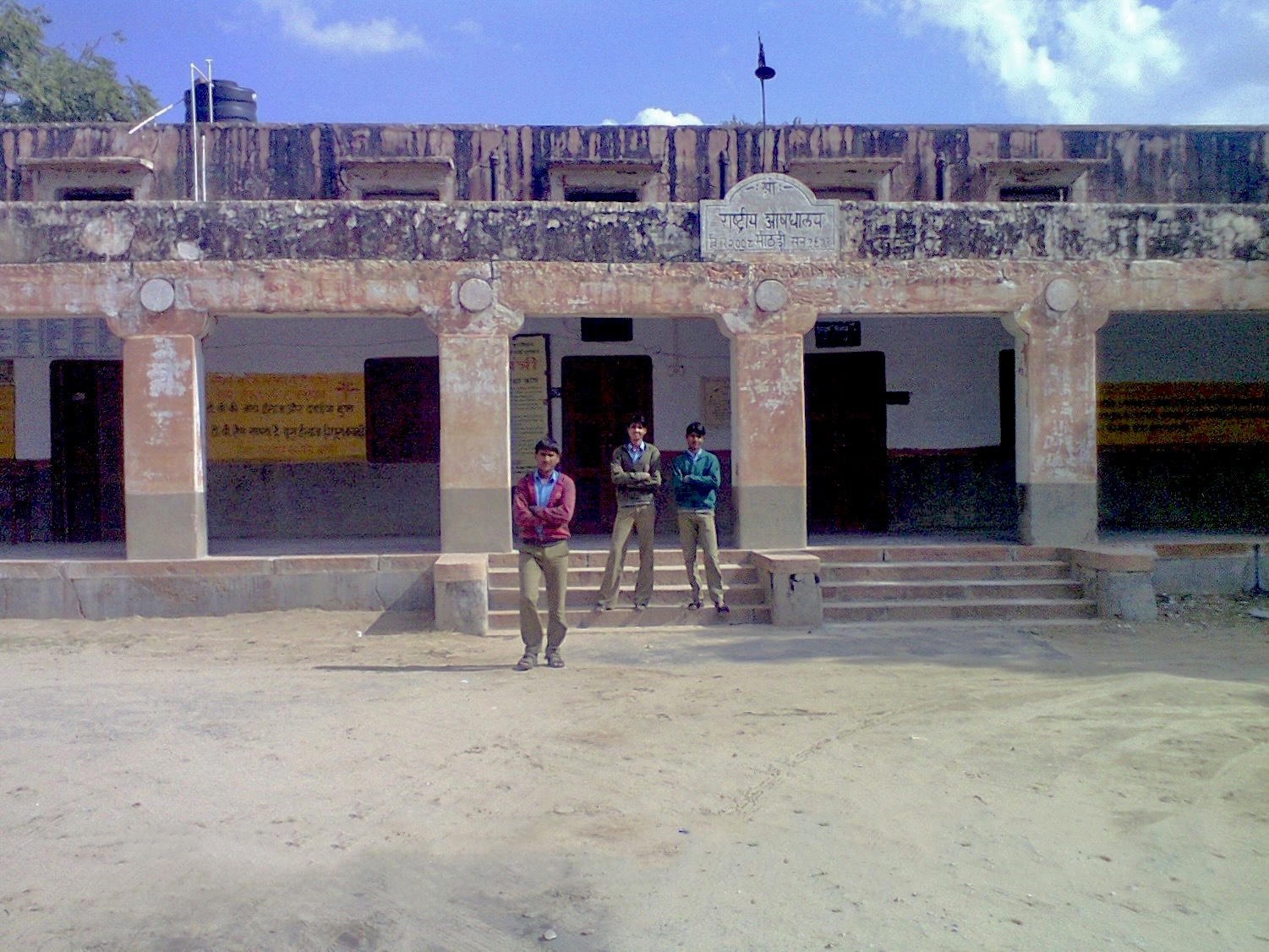
Encontramos en la descripción de la imagen la palabra marwar, pertenece a un estado de la india, muchos doctores y médicos de la india vistian estos sitios por turismo, hablan más de 20 idiomas diferentes entre ellos mismos, les gusta el amazonas por su vegetación dónde pueden encontrar plantas medicinales para volverlas pastillas en laboratorios con estudios increíbles, son muy sanos y naturales a la hora de consultas médicas. Un seguro de vida puede incluir helicópteros para su rescate si llegara a suceder alguna emergencia como visitar Marwar en sus días libres. ￼Ayuda

Marwar (मारवाड़) es una región del sudoeste del Rayastán, un estado de la India. Tiene parte del desierto de Thar. La palabra Marwar viene del sánscrito «Maruwat» que significa 'región de Muerte'.
La región incluye los distritos actuales de Barmer, Jalor, Jodhpur, Nagaur y Pali. Linda al norte con la región de Jangladesh, al nordeste con Dhundhar, al este con Ajmer, al sudeste con Mewar, al sur con Godwar, al sudoeste con Sind, y la oeste con Jaisalmer.